# 카를루스 호베르투 갈루
카를루스 호베르투 호샤 갈루(포르투갈어: Carlos Roberto Rocha Gallo, 1956년 3월 4일, 상파울루 주 비녜두 ~)는 카를루스(포르투갈어: Carlos)로 알려진 브라질의 전직 프로 축구 선수이다. 그는 1976년 하계 올림픽에 참가해 4위의 성적을 거두었고, 1975년 팬아메리칸 게임에 참가해 금메달을 목에 걸었다.

## 클럽 경력
카를루스 갈루는 1974년부터 1993년까지 현역 선수로 활동하며 폰치 프레타, 코린치앙스, 아틀레치쿠 미네이루, 구아라니, 파우메이라스, 포르투게자, 그리고 튀르키예의 말라티아스포르에서 활약했다. 그는 볼라 지 프라타 명단에 2번 이름을 올렸다.

## 국가대표팀 경력
국가대항전에서, 카를루스 갈루는 1976년부터 1993년 6월까지 브라질 국가대표팀에서 44경기 출전했고, 1978년, 1982년, 그리고 1986년 월드컵에 참가했고, 후자의 대회에서 출전했다. 그는 브라질이 출전한 5번의 1986년 월드컵 경기에서 단 1골만 실점했다.

## 수상
코린치앙스
- 캄페오나투 파울리스타: 1988

브라질
- 팬아메리칸 게임: 1975
- 남미 준올림픽 대회: 1976